# Styrax omuk
Styrax omuk är en storaxväxtart som beskrevs av B. Wallnöfer. Styrax omuk ingår i släktet Styrax och familjen storaxväxter. Inga underarter finns listade i Catalogue of Life.